# Gäddtjärnen (Malungs socken, Dalarna, 674460-140024)
Gäddtjärnen är en sjö i Malung-Sälens kommun i Dalarna och ingår i Dalälvens huvudavrinningsområde.